# Kamyangel
Kamyangel ist ein Fluss im administrativen Staat (Verwaltungsgebiet) Aimeliik der westpazifischen Inselrepublik Palau. Er verläuft im Südwesten der Hauptinsel Babelthuap.

## Geographie
Der Kamyangel entspringt im hügeligen Hinterland von Aimeliik. Einige der Quellbäche beginnen in Höhen um 140 m. Die Bäche verlaufen zunächst nach Nordwesten und sammeln sich in einem Tal zwischen zwei Höhenzügen, wo der Hauptfluss nach Westen umbiegt und auf etwa 2 km bis zur Küste verläuft. Er mündet südöstlich von Ngchemiangel in die Ngchemiangel Bay.
Am Lauf des Flusses liegen auch die prähistorischen Anlagen von Ked Ra Ngchemiangel (Kamyangel Terraces) und nahe der Mündung die Aimeliik Power Station.